# Макстей, Пол
Пол Майкл Ла́йонс Максте́й (англ. Paul Michael Lyons McStay; 22 октября 1964 года, Гамильтон, Южный Ланаркшир, Шотландия) — шотландский футболист. Выступал на позиции центрального полузащитника глазговского клуба «Селтик» на протяжении всей своей 16-летней карьеры игрока. В период с 1990 по 1997 год Макстей был капитаном «кельтов».
В составе сборной Шотландии провёл 76 матчей (пятый результат за всю историю национальной команды), забил девять мячей. Участник двух чемпионатов мира — 1986 и 1990 годов, одного европейского первенства — 1992 года.

## Клубная карьера
Пол Макстей родился 22 октября 1964 года в шотландском городе Гамильтон.
Ещё в раннем детстве Пол был зачислен в Академию глазговского клуба «Селтик», где прошёл путь от игрока самой младшей юношеской команды до футболиста «взрослых» «кельтов».
Первая известность пришла к Макстею в июне 1980 года, когда он блестяще отыграл за сборную школ Шотландии против сверстников из Англии на стадионе «Уэмбли». В том поединке Пол забил два мяча и был признан «Лучшим игроком встречи». После этого матча за Макстея развернулась борьба между лучшими британскими командами, однако он предпочёл остаться в «Селтике».
20 февраля 1981 года Макстей подписал с «кельтами» профессиональный контракт. Дебют молодого шотландца в первой команде «бело-зелёных» состоялся 30 января следующего года, когда глазговцы в рамках чемпионата Шотландии переиграли «Абердин» со счётом 3:1.
В 1983 году футболисты Шотландии признали юного Макстея «Лучшим молодым игроком года». Через пять лет Пол удостоился награды «Лучшего игрока», как по версии журналистов, так и по мнению коллег.
В 1990 году «Селтик» покинул капитан команды Рой Эйткен. На выборах нового обладателя повязки лидера коллектива одноклубники единогласно выбрали Макстея. Капитаном «бело-зелёных» Пол пробыл до самого своего окончания карьеры футболиста в 1997 году. Всего за годы, проведённые в «Селтике», Макстей завоевал три титула чемпиона Шотландии, четырежды становился обладателем Кубка страны и один раз — обладателем Кубка Лиги.
В 2002 году Пол вошёл в символическую сборную игроков «Селтика» всех времён, которую выбирали голосованием болельщики клуба.

### Клубная статистика
| Клуб              | Сезон             | Чемпионат | Чемпионат | Кубок | Кубок | Кубок Лиги | Кубок Лиги | Еврокубки | Еврокубки | Итого | Итого |
| Клуб              | Сезон             | Игры      | Голы      | Игры  | Голы  | Игры       | Голы       | Игры      | Голы      | Игры  | Голы  |
| ----------------- | ----------------- | --------- | --------- | ----- | ----- | ---------- | ---------- | --------- | --------- | ----- | ----- |
| Селтик            | 1981/82           | 10        | 1         | 2     | 0     | —          | —          | —         | —         | 12    | 1     |
| Селтик            | 1982/83           | 36        | 6         | 4     | 0     | 9          | 1          | 4         | 0         | 53    | 7     |
| Селтик            | 1983/84           | 34        | 3         | 5     | 2     | 8          | 2          | 6         | 0         | 53    | 7     |
| Селтик            | 1984/85           | 32        | 4         | 7     | 3     | 2          | 0          | 5         | 1         | 46    | 8     |
| Селтик            | 1985/86           | 34        | 7         | 2     | 0     | 2          | 1          | 2         | 0         | 40    | 8     |
| Селтик            | 1986/87           | 43        | 3         | 4     | 0     | 5          | 1          | 4         | 0         | 56    | 4     |
| Селтик            | 1987/88           | 44        | 5         | 6     | 0     | 2          | 0          | 2         | 0         | 54    | 5     |
| Селтик            | 1988/89           | 33        | 5         | 5     | 0     | 3          | 0          | 4         | 0         | 45    | 5     |
| Селтик            | 1989/90           | 35        | 3         | 6     | 1     | 4          | 1          | 2         | 0         | 47    | 5     |
| Селтик            | 1990/91           | 30        | 2         | 5     | 0     | 5          | 1          | —         | —         | 40    | 3     |
| Селтик            | 1991/92           | 32        | 7         | 4     | 0     | —          | —          | 2         | 0         | 38    | 7     |
| Селтик            | 1992/93           | 43        | 4         | 3     | 0     | 3          | 0          | 4         | 1         | 53    | 5     |
| Селтик            | 1993/94           | 35        | 2         | 1     | 0     | 4          | 0          | 4         | 0         | 44    | 2     |
| Селтик            | 1994/95           | 29        | 1         | 4     | 0     | 5          | 0          | —         | —         | 38    | 1     |
| Селтик            | 1995/96           | 30        | 2         | 4     | 0     | 1          | 0          | 3         | 0         | 38    | 2     |
| Селтик            | 1996/97           | 15        | 1         | 4     | 0     | 1          | 0          | 1         | 0         | 21    | 1     |
| Всего за «Селтик» | Всего за «Селтик» | 515       | 56        | 66    | 6     | 54         | 7          | 43        | 2         | 678   | 71    |
| Всего за карьеру  | Всего за карьеру  | 515       | 56        | 66    | 6     | 54         | 7          | 43        | 2         | 678   | 71    |

## Сборная Шотландии
В 1982 году Пол, будучи капитаном сборной Шотландии (до 19 лет), завоевал золотые медали европейского первенства для юношей этого возраста.
Дебют Макстея в составе первой национальной команды состоялся 21 сентября 1983 года, когда «горцы» в товарищеском матче встречались со сборной Уругвая.
17 октября 1984 года Пол открыл счёт своим голам за «тартановую армию», оформив «дубль» в отборочном поединке к чемпионату мира 1986 против Исландии. На самом мировом первенстве, проходившем через два года в Мексике, полузащитник провёл одну встречу, отыграв в матче Шотландия — Уругвай.
Через четыре года Макстей вновь поехал в составе «горцев» на мундиаль, где провёл все три поединка «тартановой армии» на этом турнире — с костариканцами, шведами и бразильцами.
12 сентября того же года Пол, отыграв свой 50-й матч за сборную, коим оказался поединок с Румынией, был удостоен чести быть включённым в Почётный список игроков сборной Шотландии по футболу.
Последним крупным международным форумом для Макстея стал чемпионат Европы 1992. На этом соревновании Пол вновь был незаменим для сборной, сыграв в трёх матчах и забив гол в ворота команды СНГ.
Всего за 14 лет выступлений за «тартановую армию» Макстей провёл 76 игр, что является четвёртым результатом за всю историю национальной команды, забил девять мячей.

### Матчи и голы за сборную Шотландии
| №  | Дата             | Место                                      | Оппонент          | Счёт | Голы Макстея | Соревнование                                                      |
| 1  | 21 сентября 1983 | «Хэмпден Парк», Глазго, Шотландия          | Уругвай           | 2:0  | —            | Товарищеский матч                                                 |
| 2  | 12 октября 1983  | «Хэмпден Парк», Глазго, Шотландия          | Бельгия           | 1:1  | —            | Отборочный матч чемпионата Европы по футболу 1984                 |
| 3  | 16 ноября 1983   | «Курт Ваббель», Галле, ГДР                 | ГДР               | 1:2  | —            | Отборочный матч чемпионата Европы по футболу 1984                 |
| 4  | 13 декабря 1983  | «Уиндзор Парк», Белфаст, Северная Ирландия | Северная Ирландия | 0:2  | —            | Домашний чемпионат Великобритании                                 |
| 5  | 28 февраля 1984  | «Хэмпден Парк», Глазго, Шотландия          | Уэльс             | 2:1  | —            | Домашний чемпионат Великобритании                                 |
| 6  | 26 мая 1984      | «Хэмпден Парк», Глазго, Шотландия          | Англия            | 1:1  | —            | Домашний чемпионат Великобритании                                 |
| 7  | 12 сентября 1984 | «Хэмпден Парк», Глазго, Шотландия          | Югославия         | 6:1  | —            | Товарищеский матч                                                 |
| 8  | 17 октября 1984  | «Хэмпден Парк», Глазго, Шотландия          | Исландия          | 3:0  | 2            | Отборочный матч чемпионата мира по футболу 1986                   |
| 9  | 14 ноября 1984   | «Хэмпден Парк», Глазго, Шотландия          | Испания           | 3:1  | —            | Отборочный матч чемпионата мира по футболу 1986                   |
| 10 | 27 февраля 1985  | «Рамон Санчес Писхуан», Севилья, Испания   | Испания           | 0:1  | —            | Отборочный матч чемпионата мира по футболу 1986                   |
| 11 | 27 марта 1985    | «Хэмпден Парк», Глазго, Шотландия          | Уэльс             | 0:1  | —            | Отборочный матч чемпионата мира по футболу 1986                   |
| 12 | 16 октября 1985  | «Хэмпден Парк», Глазго, Шотландия          | ГДР               | 0:0  | —            | Товарищеский матч                                                 |
| 13 | 4 декабря 1985   | Олимпийский стадион, Мельбурн, Австралия   | Австралия         | 0:0  | —            | Отборочный матч чемпионата мира по футболу 1986 (стыковые игры)   |
| 14 | 28 января 1986   | «Рамат-Ган», Рамат-Ган, Израиль            | Израиль           | 1:0  | 1            | Товарищеский матч                                                 |
| 15 | 13 июня 1986     | «Неса», Несауалькойотль, Мексика           | Уругвай           | 0:0  | —            | Чемпионат мира по футболу 1986 (финальные игры, групповой этап)   |
| 16 | 10 сентября 1986 | «Хэмпден Парк», Глазго, Шотландия          | Болгария          | 0:0  | —            | Отборочный матч чемпионата Европы по футболу 1988                 |
| 17 | 15 октября 1986  | «Лэнсдаун Роуд», Дублин, Ирландия          | Ирландия          | 0:0  | —            | Отборочный матч чемпионата Европы по футболу 1988                 |
| 18 | 12 ноября 1986   | «Хэмпден Парк», Глазго, Шотландия          | Люксембург        | 3:0  | —            | Отборочный матч чемпионата Европы по футболу 1988                 |
| 19 | 18 февраля 1987  | «Хэмпден Парк», Глазго, Шотландия          | Ирландия          | 0:1  | —            | Отборочный матч чемпионата Европы по футболу 1988                 |
| 20 | 1 апреля 1987    | «Ван ден Шток», Брюссель, Бельгия          | Бельгия           | 1:4  | 1            | Отборочный матч чемпионата Европы по футболу 1988                 |
| 21 | 23 мая 1987      | «Хэмпден Парк», Глазго, Шотландия          | Англия            | 0:0  | —            | Rous Cup                                                          |
| 22 | 26 мая 1987      | «Хэмпден Парк», Глазго, Шотландия          | Бразилия          | 0:2  | —            | Rous Cup                                                          |
| 23 | 9 сентября 1987  | «Хэмпден Парк», Глазго, Шотландия          | Венгрия           | 2:0  | —            | Товарищеский матч                                                 |
| 24 | 14 октября 1987  | «Хэмпден Парк», Глазго, Шотландия          | Бельгия           | 2:0  | 1            | Отборочный матч чемпионата Европы по футболу 1988                 |
| 25 | 11 ноября 1987   | «Васил Левски», София, Болгария            | Болгария          | 1:0  | —            | Отборочный матч чемпионата Европы по футболу 1988                 |
| 26 | 2 декабря 1987   | «Де Ла Фронтьер», Эш, Люксембург           | Люксембург        | 0:0  | —            | Отборочный матч чемпионата Европы по футболу 1988                 |
| 27 | 17 февраля 1988  | «Малаз», Эр-Рияд, Саудовская Аравия        | Саудовская Аравия | 2:2  | —            | Товарищеский матч                                                 |
| 28 | 27 апреля 1988   | Сантьяго Бернабеу, Мадрид, Испания         | Испания           | 0:0  | —            | Товарищеский матч                                                 |
| 29 | 17 мая 1988      | «Хэмпден Парк», Глазго, Шотландия          | Колумбия          | 0:0  | —            | Rous Cup                                                          |
| 30 | 21 мая 1988      | «Уэмбли», Лондон, Англия                   | Англия            | 0:1  | —            | Rous Cup                                                          |
| 31 | 14 сентября 1988 | «Уллевол», Осло, Норвегия                  | Норвегия          | 2:1  | 1            | Отборочный матч чемпионата мира по футболу 1990                   |
| 32 | 19 октября 1988  | «Хэмпден Парк», Глазго, Шотландия          | Югославия         | 1:1  | —            | Отборочный матч чемпионата мира по футболу 1990                   |
| 33 | 22 декабря 1988  | «Ренато Кури», Перуджа, Италия             | Италия            | 0:2  | —            | Товарищеский матч                                                 |
| 34 | 8 февраля 1989   | «Цирион Атлетик Центр», Лимасол, Кипр      | Кипр              | 3:2  | —            | Отборочный матч чемпионата мира по футболу 1990                   |
| 35 | 8 марта 1989     | «Хэмпден Парк», Глазго, Шотландия          | Франция           | 2:0  | —            | Отборочный матч чемпионата мира по футболу 1990                   |
| 36 | 26 апреля 1989   | «Хэмпден Парк», Глазго, Шотландия          | Кипр              | 2:1  | —            | Отборочный матч чемпионата мира по футболу 1990                   |
| 37 | 27 мая 1989      | «Хэмпден Парк», Глазго, Шотландия          | Англия            | 0:2  | —            | Rous Cup                                                          |
| 38 | 30 мая 1989      | «Хэмпден Парк», Глазго, Шотландия          | Чили              | 2:0  | —            | Rous Cup                                                          |
| 39 | 6 сентября 1989  | «Максимир», Загреб, Югославия              | Югославия         | 1:3  | —            | Отборочный матч чемпионата мира по футболу 1990                   |
| 40 | 11 октября 1989  | «Парк де Пренс», Париж, Франция            | Франция           | 0:3  | —            | Отборочный матч чемпионата мира по футболу 1990                   |
| 41 | 15 ноября 1989   | «Хэмпден Парк», Глазго, Шотландия          | Норвегия          | 1:1  | —            | Отборочный матч чемпионата мира по футболу 1990                   |
| 42 | 28 марта 1990    | «Хэмпден Парк», Глазго, Шотландия          | Аргентина         | 1:0  | —            | Товарищеский матч                                                 |
| 43 | 25 апреля 1990   | «Хэмпден Парк», Глазго, Шотландия          | ГДР               | 0:1  | —            | Товарищеский матч                                                 |
| 44 | 16 мая 1990      | «Питтодри», Абердин, Шотландия             | Египет            | 1:3  | —            | Товарищеский матч                                                 |
| 45 | 19 мая 1990      | «Хэмпден Парк», Глазго, Шотландия          | Польша            | 1:1  | —            | Товарищеский матч                                                 |
| 46 | 28 мая 1990      | Национальный стадион, Та'Кали, Мальта      | Мальта            | 2:1  | —            | Товарищеский матч                                                 |
| 47 | 11 июня 1990     | «Луиджи Феррарис», Генуя, Италия           | Коста-Рика        | 0:1  | —            | Чемпионат мира по футболу 1990 (финальные игры, групповой этап)   |
| 48 | 16 июня 1990     | «Луиджи Феррарис», Генуя, Италия           | Швеция            | 2:1  | —            | Чемпионат мира по футболу 1990 (финальные игры, групповой этап)   |
| 49 | 20 июня 1990     | «Делле Альпи», Турин, Италия               | Бразилия          | 0:1  | —            | Чемпионат мира по футболу 1990 (финальные игры, групповой этап)   |
| 50 | 12 сентября 1990 | «Хэмпден Парк», Глазго, Шотландия          | Румыния           | 2:1  | —            | Отборочный матч чемпионата Европы по футболу 1992                 |
| 51 | 6 февраля 1991   | «Айброкс», Глазго, Шотландия               | СССР              | 0:1  | —            | Товарищеский матч                                                 |
| 52 | 27 марта 1991    | «Хэмпден Парк», Глазго, Шотландия          | Болгария          | 1:1  | —            | Отборочный матч чемпионата Европы по футболу 1992                 |
| 53 | 13 ноября 1991   | «Хэмпден Парк», Глазго, Шотландия          | Сан-Марино        | 4:0  | 1            | Отборочный матч чемпионата Европы по футболу 1992                 |
| 54 | 25 марта 1992    | «Хэмпден Парк», Глазго, Шотландия          | Финляндия         | 1:1  | 1            | Товарищеский матч                                                 |
| 55 | 17 мая 1992      | «Майл Хай», Денвер, США                    | США               | 1:0  | —            | Товарищеский матч                                                 |
| 56 | 20 мая 1992      | «Вэрсити», Торонто, Канада                 | Канада            | 3:1  | —            | Товарищеский матч                                                 |
| 57 | 3 июня 1992      | «Уллевол», Осло, Норвегия                  | Норвегия          | 0:0  | —            | Товарищеский матч                                                 |
| 58 | 12 июня 1992     | «Уллеви», Гётеборг, Швеция                 | Нидерланды        | 0:1  | —            | Чемпионат Европы по футболу 1992 (финальные игры, групповой этап) |
| 59 | 15 июня 1992     | «Идроттспаркен», Норрчёпинг, Швеция        | Германия          | 0:2  | —            | Чемпионат Европы по футболу 1992 (финальные игры, групповой этап) |
| 60 | 18 июня 1992     | «Идроттспаркен», Норрчёпинг, Швеция        | СНГ               | 3:0  | 1            | Чемпионат Европы по футболу 1992 (финальные игры, групповой этап) |
| 61 | 9 сентября 1992  | «Ванкдорф», Берн, Швейцария                | Швейцария         | 1:3  | —            | Отборочный матч чемпионата мира по футболу 1994                   |
| 62 | 14 октября 1992  | «Айброкс», Глазго, Шотландия               | Португалия        | 0:0  | —            | Отборочный матч чемпионата мира по футболу 1994                   |
| 63 | 18 ноября 1992   | «Айброкс», Глазго, Шотландия               | Италия            | 0:0  | —            | Отборочный матч чемпионата мира по футболу 1994                   |
| 64 | 17 февраля 1993  | «Айброкс», Глазго, Шотландия               | Мальта            | 3:0  | —            | Отборочный матч чемпионата мира по футболу 1994                   |
| 65 | 28 апреля 1993   | «Да Луж», Лиссабон, Португалия             | Португалия        | 0:5  | —            | Отборочный матч чемпионата мира по футболу 1994                   |
| 66 | 19 мая 1993      | «Кадриорг», Таллин, Эстония                | Эстония           | 3:0  | —            | Отборочный матч чемпионата мира по футболу 1994                   |
| 67 | 2 июня 1993      | «Питтодри», Абердин, Шотландия             | Эстония           | 3:1  | —            | Отборочный матч чемпионата мира по футболу 1994                   |
| 68 | 13 октября 1993  | Олимпийский стадион, Рим, Италия           | Италия            | 1:3  | —            | Отборочный матч чемпионата мира по футболу 1994                   |
| 69 | 23 марта 1994    | «Хэмпден Парк», Глазго, Шотландия          | Нидерланды        | 0:1  | —            | Товарищеский матч                                                 |
| 70 | 7 сентября 1994  | Олимпийский стадион, Хельсинки, Финляндия  | Финляндия         | 2:0  | —            | Отборочный матч чемпионата Европы по футболу 1996                 |
| 71 | 12 октября 1994  | «Хэмпден Парк», Глазго, Шотландия          | Фарерские острова | 5:1  | —            | Отборочный матч чемпионата Европы по футболу 1996                 |
| 72 | 29 марта 1995    | «Лужники», Москва, Россия                  | Россия            | 0:0  | —            | Отборочный матч чемпионата Европы по футболу 1996                 |
| 73 | 27 марта 1996    | «Хэмпден Парк», Глазго, Шотландия          | Австралия         | 1:0  | —            | Товарищеский матч                                                 |
| 74 | 11 февраля 1997  | «Луи II», Фонвьей, Монако                  | Эстония           | 0:0  | —            | Отборочный матч чемпионата мира по футболу 1998                   |
| 75 | 29 марта 1997    | «Регби Парк», Килмарнок, Шотландия         | Эстония           | 2:0  | —            | Отборочный матч чемпионата мира по футболу 1998                   |
| 76 | 2 апреля 1997    | «Селтик Парк», Глазго, Шотландия           | Австрия           | 2:0  | —            | Отборочный матч чемпионата мира по футболу 1998                   |

Итого: 76 матчей / 9 голов; 31 победа, 22 ничьих, 23 поражения.

### Сводная статистика игр/голов за сборную
| Сборная          | Год              | Отборочные матчи ЧМ | Отборочные матчи ЧМ | Финальные матчи ЧМ | Финальные матчи ЧМ | Отборочные матчи ЧЕ | Отборочные матчи ЧЕ | Финальные матчи ЧЕ | Финальные матчи ЧЕ | Товарищеские матчи | Товарищеские матчи | Домашний чемпионат Великобритании | Домашний чемпионат Великобритании | Rous Cup | Rous Cup | Итого | Итого |
| Сборная          | Год              | Игры                | Голы                | Игры               | Голы               | Игры                | Голы                | Игры               | Голы               | Игры               | Голы               | Игры                              | Голы                              | Игры     | Голы     | Игры  | Голы  |
| ---------------- | ---------------- | ------------------- | ------------------- | ------------------ | ------------------ | ------------------- | ------------------- | ------------------ | ------------------ | ------------------ | ------------------ | --------------------------------- | --------------------------------- | -------- | -------- | ----- | ----- |
| Шотландия        | 1983             | —                   | —                   | —                  | —                  | 2                   | 0                   | —                  | —                  | 1                  | 0                  | 1                                 | 0                                 | —        | —        | 4     | 0     |
| Шотландия        | 1984             | 2                   | 2                   | —                  | —                  | —                   | —                   | —                  | —                  | 1                  | 0                  | 2                                 | 0                                 | —        | —        | 5     | 2     |
| Шотландия        | 1985             | 3                   | 0                   | —                  | —                  | —                   | —                   | —                  | —                  | 1                  | 0                  | —                                 | —                                 | —        | —        | 4     | 0     |
| Шотландия        | 1986             | —                   | —                   | 1                  | 0                  | 3                   | 0                   | —                  | —                  | 1                  | 1                  | —                                 | —                                 | —        | —        | 5     | 1     |
| Шотландия        | 1987             | —                   | —                   | —                  | —                  | 5                   | 2                   | —                  | —                  | 1                  | 0                  | —                                 | —                                 | 2        | 0        | 8     | 2     |
| Шотландия        | 1988             | 2                   | 1                   | —                  | —                  | —                   | —                   | —                  | —                  | 3                  | 0                  | —                                 | —                                 | 2        | 0        | 7     | 1     |
| Шотландия        | 1989             | 6                   | 0                   | —                  | —                  | —                   | —                   | —                  | —                  | —                  | —                  | —                                 | —                                 | 2        | 0        | 8     | 0     |
| Шотландия        | 1990             | —                   | —                   | 3                  | 0                  | 1                   | 0                   | —                  | —                  | 5                  | 0                  | —                                 | —                                 | —        | —        | 9     | 0     |
| Шотландия        | 1991             | —                   | —                   | —                  | —                  | 2                   | 1                   | —                  | —                  | 1                  | 0                  | —                                 | —                                 | —        | —        | 3     | 1     |
| Шотландия        | 1992             | 3                   | 0                   | —                  | —                  | —                   | —                   | 3                  | 1                  | 4                  | 1                  | —                                 | —                                 | —        | —        | 10    | 2     |
| Шотландия        | 1993             | 5                   | 0                   | —                  | —                  | —                   | —                   | —                  | —                  | —                  | —                  | —                                 | —                                 | —        | —        | 5     | 0     |
| Шотландия        | 1994             | —                   | —                   | —                  | —                  | 2                   | 0                   | —                  | —                  | 1                  | 0                  | —                                 | —                                 | —        | —        | 3     | 0     |
| Шотландия        | 1995             | —                   | —                   | —                  | —                  | 1                   | 0                   | —                  | —                  | —                  | —                  | —                                 | —                                 | —        | —        | 1     | 0     |
| Шотландия        | 1996             | —                   | —                   | —                  | —                  | —                   | —                   | —                  | —                  | 1                  | 0                  | —                                 | —                                 | —        | —        | 1     | 0     |
| Шотландия        | 1997             | 3                   | 0                   | —                  | —                  | —                   | —                   | —                  | —                  | —                  | —                  | —                                 | —                                 | —        | —        | 3     | 0     |
| Всего за карьеру | Всего за карьеру | 24                  | 3                   | 4                  | 0                  | 16                  | 3                   | 3                  | 1                  | 20                 | 2                  | 3                                 | 0                                 | 6        | 0        | 76    | 9     |

## Достижения

### Командные достижения
«Селтик»
- Чемпион Шотландии (3): 1981/82, 1985/86, 1987/88
- Обладатель Кубка Шотландии (4): 1984/85, 1987/88, 1988/89, 1994/95
- Обладатель Кубка шотландской лиги: 1982/83

 Сборная Шотландии (до 19 лет)
- Чемпион Европы: 1982

### Личные достижения
- Молодой игрок года по версии футболистов ШПФА: 1983
- Игрок года по версии футболистов ШПФА: 1988
- Игрок года по версии Шотландской ассоциации футбольных журналистов: 1988
- Почётный список игроков сборной Шотландии по футболу: включён в 1990
- Зал славы шотландского футбола: включён 15 ноября 2010

## Игровые характеристики
С самых ранних лет Пол выступал на позиции центрального полузащитника. Его отличали прекрасное видение поля, поставленный удар с обеих ног, точные и резкие пасы, разрезающие, как ножом, оборону соперника, элегантность действий. Дирижируя игрой партнёров по команде, будь то «Селтик» или сборная Шотландии, он заслужил от общественности прозвище «Маэстро».

## Личная жизнь
Семейство Макстей имеет яркие футбольные традиции. Дяди Пола, Джимми и Вилли, были капитанами шотландского «Селтика». За глазговский коллектив выступали и братья Макстея, Вилли и Рэймонд. Племянник Пола, Джон, также воспитанник «кельтов», играл за молодёжную команду «Мотеруэлла», а позднее выступал в качестве защитника за клуб «Беллсхилл Атлетик».
В популярной среди болельщиков «Селтика» песне «Вилли Мэйли», написанной Дэвидом Камероном и исполненной группой Charlie and the Bhoys, Пол Макстей упоминается в ряду наиболее знаменитых футболистов «кельтов».
15 ноября 2010 года Пол Макстей был введён в Зал славы шотландского футбола.